# ندژلی
ندژلی (روسی: Ниди́ли) یک دریاچه در استان یاقوتستان کشور روسیه است.